# Bataille de Gyeongju
Guerre de Corée
Batailles
Bataille du périmètre de Busan :

Août :
- Masan
- Massacre de Bloody Gulch
- Battle Mountain
- Nakdong (1re)
- Pohang
- Daegu
- Bowling Alley
- Massacre de la colline 303

Septembre :
- Grande offensive du Nakdong
- Gyeongju
- Tabu-dong
- Ka-san
- Nakdong (2e)
- Yongsan
- Haman
- Rivière Nam

Contexte :
- Ordre de bataille
- Logistique

La bataille de Gyeongju est un engagement entre les forces des Nations unies (ONU) et de la Corée du Nord au début de la guerre de Corée qui se déroule du 27 août au 15 septembre 1950, dans les environs de Gyeongju en Corée du Sud. Cette bataille fait partie de la bataille du périmètre de Busan lors de la grande offensive nord-coréenne et se déroule simultanément à plusieurs autres batailles le long du périmètre. La bataille se termine par une victoire des Nations unies, après qu'un grand nombre de troupes américaines et sud-coréennes a repoussé l'attaque nord-coréenne.
Tenant une ligne au nord de P'ohang-dong, An'gang-ni et Gyeongju, connue comme le corridor Gyeongju, le 1er corps d’armée sud-coréen est frappé par surprise par le 2e corps d'armée nord-coréen, dans le cadre de la Grande offensive du Nakdong. Les troupes sud-coréennes, déjà démoralisées et luttant pour maintenir une ligne défensive forte, sont facilement repoussées de leurs positions. Les unités de l'armée américaine sont appelées pour soutenir les Sud-Coréens et repousser l'attaque.
Les combats sont durs et les deux camps se battent pour capturer ou reprendre P'ohang-dong et An'gang-ni, alors que les Nord-Coréens cherchent à percer à travers le corridor Gyeongju afin d'attaquer la base de l'ONU à Busan. Cependant, grâce à un fort soutien aérien et naval, les États-Unis et les forces terrestres sud-coréens mettent en déroute et refoulent les troupes nord-coréennes après deux semaines de combats.

## Contexte historique

### L'offensive nord-coréenne
Dans les heures précédant l'aube du 25 juin 1950, sous la protection d'un formidable barrage d'artillerie, 135 000 Nord-Coréens franchirent la frontière entre les deux Corées. Le gouvernement nord-coréen annonça que des troupes commandées par le « traître et bandit » Syngman Rhee avaient traversé le 38e parallèle, et que par conséquent le Nord avait été obligé de riposter « à une grave provocation des fantoches de Washington », selon L'Humanité du lendemain. Conseillée et équipée par les Soviétiques, qui ne s'engageront toutefois jamais ouvertement, l'armée nord-coréenne mit en ligne 7 divisions, 150 T-34, 1 700 pièces d'artillerie, 200 avions de combat et d'importantes réserves.
L'attaque nordiste fut dévastatrice. Au moins les deux tiers de la petite armée sud-coréenne (à peine 38 000 hommes répartis sur 4 divisions d'infanterie) étaient alors en permission, laissant le pays largement désarmé. Les Nord-Coréens attaquèrent en plusieurs endroits stratégiques, parmi lesquels Kaesong, Chunchon, Uijongbu, et Ongjin. En quelques jours, les forces sudistes, surclassées en nombre et en puissance de feu, furent mises en déroute et durent battre en retraite. Tandis que l'attaque au sol progressait, l'armée de l'air nordiste bombarda l'aéroport de Gimpo à Séoul où se trouvaient les 22 avions de liaison et d'entraînement de l'aviation du sud. Séoul fut prise dans l'après-midi du 28 juin et Osan, Pyongtaek, Cheonan et Daejeon défendus par les Américains tombent début juillet.

### Le périmètre de Busan

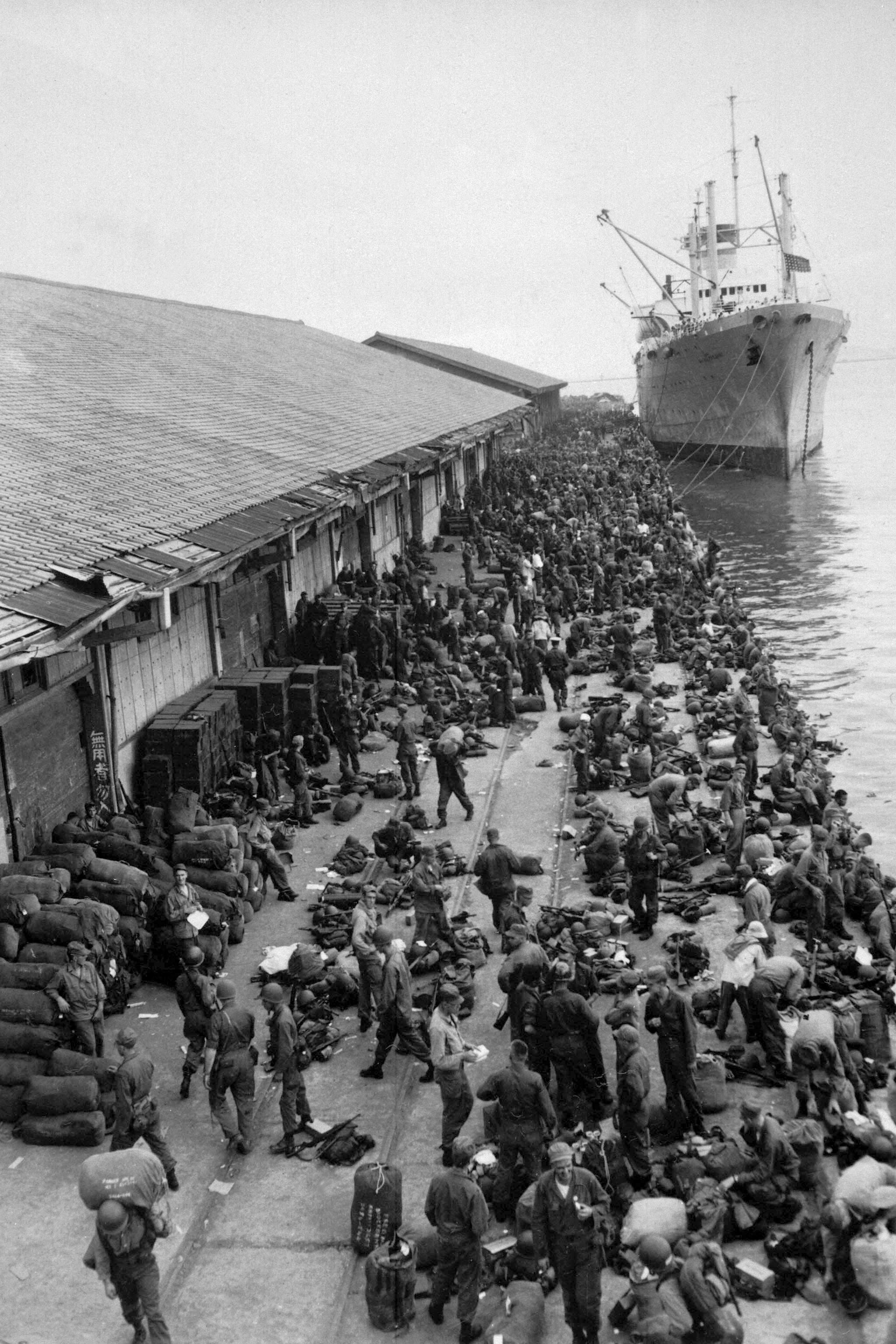
Les troupes américaines en cours de débarquement en Corée, le 6 août 1950.

Dès le début de la guerre de Corée et l'invasion de la Corée du Sud par le Nord, l'Armée populaire de Corée bénéficie d'une supériorité en homme et en équipement tant sur l'armée de terre de la République de Corée que sur les premières forces expédiées par l'Organisation des Nations unies afin d'empêcher l'effondrement de la Corée du Sud. La stratégie nord-coréenne est de poursuivre agressivement les forces des Nations unies et les forces sud-coréennes sur toutes les voies d'approche en direction du sud, attaquant de front et amorçant simultanément un mouvement en tenaille. Cela doit permettre aux Nord-Coréens d’encercler et de couper la retraite de l’ennemi, qui est alors forcé de se retirer en désordre, laissant derrière lui une grande partie de son matériel. De l'offensive initiale du 25 juin aux combats en juillet et début août, les Nord-Coréens utilisent cette stratégie pour vaincre efficacement toutes les forces de l'ONU qui doivent battre en retraite vers le Sud. Cependant, à partir de l’établissement du périmètre de Busan sous la responsabilité de la 8e armée des États-Unis en août, les troupes de l'ONU tiennent efficacement une ligne de défense continue que les troupes nord-coréennes ne peuvent percer ou contourner. La logistique nord coréenne plus faible et éloignée de ses bases ne peut suivre le système logistique mis en place par l'ONU à Busan (en) et leur avantage diminue chaque jour devant le nombre d'hommes et de matériel qui débarque sur le périmètre.
Quand les Nord-Coréens approchent du périmètre de Busan, le 5 août, ils tentent la même technique d'assaut frontal sur les quatre principales voies d'approche vers le périmètre. Tout au long du mois d'août, la 6e division nord-coréenne, et plus tard la 7e division engagent la 25e division d'infanterie américaine durant la bataille de Masan, repoussant d'abord une contre-offensive de l'ONU avant d'attaquer à Komam-ni et à Battle Mountain. La poussée bloque devant les forces de l'ONU, bien équipées et disposant de grandes réserves qui repoussent à plusieurs reprises les forces nord-coréennes. Au nord de Masan, la 4e division nord-coréenne et la 24e division d'Infanterie américaine s'affrontent dans la zone du Nakdong Bulge. Lors de la première bataille du Nakdong, la division nord-coréenne est incapable de tenir sa tête de pont sur la rivière face au grand nombre de troupes de réserve américaines qui tiennent bon et les repoussent, et le 19 août, la 4e division nord-coréenne est refoulée à travers le fleuve avec 50 pour cent de pertes,. Dans la région de Daegu, cinq divisions nord-coréennes qui tentent de prendre la ville sont repoussées par trois divisions de l'ONU à plusieurs reprises au cours de la bataille de Daegu,. Les combats sont violents en particulier dans la Bowling Alley où la 13e division nord-coréenne est presque anéantie. Sur la côte Est, trois autres divisions nord-coréennes sont repoussées par les Sud-Coréens à P'ohang-dong lors de la bataille de P'ohang-dong. Sur l’ensemble du front, les troupes nord-coréennes sont ébranlées par les défaites. Pour la première fois depuis le début du conflit leur stratégie ne fonctionne plus.

### La grande offensive du Nakdong
Lors de la planification de la grande offensive, les commandants nord-coréens se rendent compte que toute tentative d'attaque par les flancs des forces de l'ONU est impossible de par l'appui de la marine américaine. Au lieu de cela, comme seul espoir de réussite, ils choisissent de frapper frontalement le périmètre afin de le réduire. Avertis par le renseignement soviétique, les Nord-Coréens sont conscients que les forces de l'ONU se renforcent le long du périmètre de Busan et qu'ils doivent mener une offensive rapidement, ou renoncer à la bataille. L’objectif secondaire est d’encercler Daegu et de détruire les unités américaines et sud-coréennes présentes dans la ville. À cette fin, les unités nord-coréennes prévoient d'abord de couper les lignes d'approvisionnement vers Daegu.
Le 20 août, le commandement nord-coréen distribue les ordres opérationnels à leurs unités subordonnées. Ces ordres appellent à une attaque simultanée contre les lignes de l'ONU sur cinq zones différentes afin de submerger les défenseurs de l'ONU et de permettre aux Nord-Coréens de percer les lignes et de repousser les forces de l'ONU sur au moins une des zones. Cinq groupes de combat sont constitués. Le plus oriental de ces groupes est formé par les 12e et 5e divisions nord-coréennes que l’on charge de percer la 3e division d'infanterie sud-coréenne à P'ohang-dong et Gyeongju,.

## Déroulement de la bataille

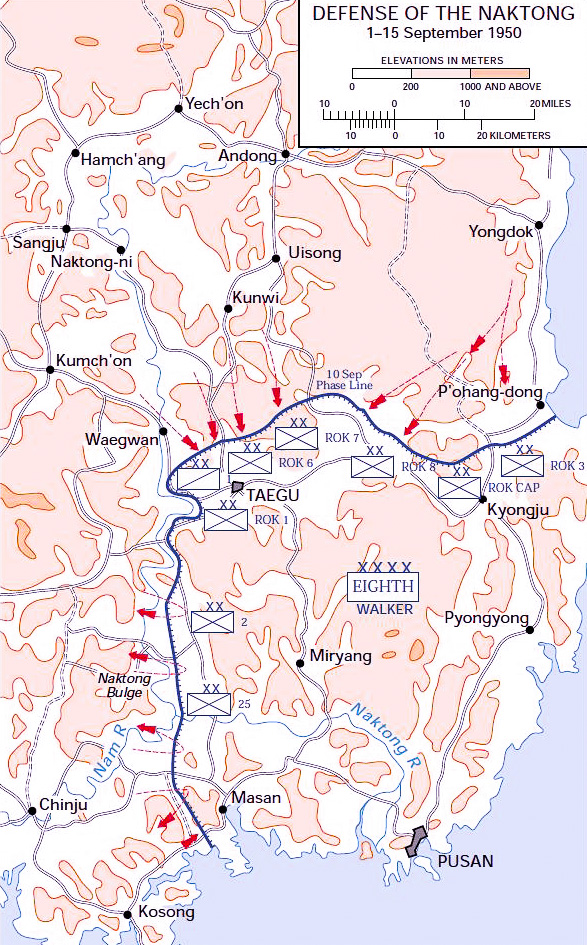
La carte de la ligne défensive de Périmètre Busan en septembre 1950. Le couloir de Gyeongju est le secteur le plus au Nord-Est.

La grande offensive nord-coréenne frappe d’abord le flanc droit de l'ONU sur la côte Est de la Corée. Bien que l'attaque générale du 2e corps dans le Nord et l'Est soit initialement prévue pour le 2 septembre, la 12e division nord-coréenne, maintenant forte de 5000 hommes, commence à manœuvrer plus tôt que prévu depuis les montagnes d'où elle s’était réorganisée après sa défaite à Kigye et P'ohang-dong. La division ne dispose que d’un faible approvisionnement alimentaire, en munitions et en armes, et le moral des hommes est faible,. Le 26 août, après leur victoire à P'ohang-dong, les officiers américains et sud-coréens en poste dans la zone P'ohang-dong et Kigye sont optimistes et se félicitent d'avoir repoussé ce qu'ils pensent être la dernière menace sérieuse pour le périmètre de Busan.

### Échec sud-coréen

#### Attaque initiale
Face à la 12e division nord-coréenne, la Corée du Sud oppose la division Capitale. À 04h00, le 27 août une attaque nord-coréenne déborde une compagnie du 17e régiment de la division Capitale, au nord de Kigye. L’ensemble du régiment doit battre en retraite. Ensuite, le 18e régiment à l'Est doit à son tour reculer en raison de l’exposition de son flanc. Le 17e régiment perd la ville de Kigye en se repliant, et l’ensemble de la division recule de près de 5 km sur le côté sud de la vallée de Kigye,.
Lors d'un briefing à Daegu, le 27 août, le commandant de la 8e armée le lieutenant-général Walton Walker fait part de sa préoccupation face à ces développements. À la fin de la réunion, Walker ordonne au major-général John B. Coulter, arrivé en Corée un mois plus tôt, d'aller observer les troupes sud-coréennes positionnées à l'Est,. Coulter s’envole pour Gyeongju et atterri à 12h ce même jour. Dans l’intervalle, Walker nomme officiellement Coulter commandant en seconde de la 8e armée, le place à la tête du 1er corps sud-coréen qui contrôle la division Capitale et la 3e division sud-coréennes, et la 21e régiment d’infanterie, le 3e Bataillon, 9e régiment d’infanterie, et le 73e bataillon de char moyen américain, auquel on a soustrait la compagnie C. Coulter désigne ces unités sous l’appellation Task Force Jackson et établi son quartier général à Gyeongju dans le même bâtiment où le commandant du 1er corps et les officiers du Korean Military Advisory Group (KMAG) avaient leur poste de commandement.
Quand il arrive à Gyeongju ce jour-là, Coulter trouve le 1er corps en cours de désintégration rapide, le moral bas. Walker lui a demandé de transmettre ses ordres au commandant du 1er corps comme des conseils, ce que fait Coulter. Coulter a pour mission d’arrêter la pénétration nord-coréenne dans la zone Kigye et de saisir et d'organiser les hauteurs s’étendant depuis le nord de Yongch'on vers la côte à Wolp'o-ri, à environ 19 km au nord de P'ohang-dong. Cette ligne passe à 16 km au nord de Kigye et Coulter veut attaquer dès que possible avec la Task Force Jackson pour gagner les hauteurs au nord de Kigye. Le 21e régiment d'infanterie américain se déplace vers une position au nord de Daegu, le matin du 27 août, quand Walker révoque ses ordres initiaux et le charge de gagner aussi rapidement que possible Gyeongju afin de faire rapport à Coulter. Le régiment quitte Daegu à 10h00 et arrive à Gyeongju dans l’après-midi. Coulter envoie rapidement le 3e bataillon au nord d’An'gang-ni où il se positionne derrière la division Capitale sud-coréenne.

#### Contre-attaque de l'ONU
Le plan de Coulter prévoit initialement de lancer la contre-offensive le 28 août, mais l’attaque doit être reportée. En effet, le major-général Kim Hong-Il, commandant du 1er corps, affirme qu'il ne peut pas attaquer, en raison du trop grand nombre de victimes et de l'épuisement de ses troupes. La 5e division nord-coréenne, au-dessus de P'ohang-dong, appuie à nouveau vers le Sud sur la ligne de la 3e division sud-coréenne qui commence à montrer des signes de repli. Le 28, le KMAG conseille au brigadier général Kim Suk Won, commandant de la 3e division, de contre-attaquer dès qu’il le peut, mais Kim refuse de le faire. Le lendemain, Kim annonce qu'il veut déplacer son poste de commandement de P'ohang-dong, mais le KMAG répond qu’il va demeurer à P'ohang-dong. En apprenant cela, Kim devient hystérique, mais décide de rester afin de ne pas perdre la face. Ce jour-là, le 28 août, Walker publie une déclaration spéciale adressée à l'armée sud-coréenne, et au ministre sud-coréen de la Défense, Shin Sung-mo. Il appelle les troupes sud-coréennes à tenir leurs lignes sur le périmètre de Busan ; il implore l’ensemble des troupes de l'ONU à défendre leur position aussi fermement que possible, et réaffirme la nécessité de mener une contre-attaque pour empêcher les Nord-Coréens de consolider leur avancée.
La désorganisation sud-coréenne est si grande face à la pression continue de la Corée du Nord que la Task Force Jackson ne peut lancer son attaque. Le 21e régiment d'infanterie américain qui se rassemble au nord d’An'gang-ni est prêt pour lancer l’attaque le matin du 28, mais pendant la nuit précédente, le 17e régiment sud-coréen perd sa position sur la haute crête au nord de la courbure de la vallée de Kigye, et l'attaque doit être annulée. Les Sud-Coréens regagnent leur position dans l'après-midi, mais la perdent à nouveau le soir venu. Dans le même temps, des éléments de la 5e division nord-coréenne pénètre la 3e division au sud-ouest de P'ohang-dong. Coulter envoie le 21e d'infanterie repousser la pénétration. Le 29 août, pendant la journée, la compagnie B, du 21e d'infanterie, soutenue par un peloton de chars de la compagnie B du 73e bataillon de char moyen, contre-attaque avec succès au nord-ouest depuis la pointe sud de P'ohang-dong sur une distance de 2,4 km, avec les troupes sud-coréennes qui suivent. Les unités américaines se retirent alors à P'ohang-dong. Les Sud-Coréens se retirent dans la nuit et le lendemain, une force américaine d'infanterie et de char répète l'action de la veille. Le 21e régiment d'infanterie prend ensuite le relais de la 3e division sud-coréen dans un secteur s'étendant du Nord au nord-ouest de P'ohang-dong.
Également le 29 août, la division Capital, avec le soutien de l’artillerie et des chars américains, reprend Kigye, résiste aux contre-attaques nord-coréennes pendant la nuit, pour la perdre à nouveau à l'aube. Alors que les frappes aériennes américaines continuent à un rythme accéléré dans la zone de Kigye, les troupes sud-coréennes retrouvent les corps de nombreux Nord-Coréens, apparemment tués par les bombardements. Ils retrouvent également de nombreux costumes de vêtements blancs éparpillés sur le sol, abandonnée par des soldats nord-coréens qui ont échangé des déguisements civils pour des uniformes militaires.
En plus du soutien aérien sur la zone Kigye, les navires de guerre américains participent également à l’effort visant à arrêter la 5e division nord-coréenne sur la côte Est. Un croiseur et deux destroyers concentrent leur puissance de feu sur la zone de Hunghae à 8 km au nord de P'ohang-dong, où se trouvent l’ensemble des troupes de la 5e division et le centre d'approvisionnement du front. Le 29 et le 30 août, les trois navires tirent près de 1 500 obus de 5 pouces sur des cibles à l'appui de la 3e division sud-coréenne. Malgré ce soutien aérien et naval, le 31 août, le sens de la bataille tend au désavantage pour les forces sud-coréennes, tant à Kigye qu'à P'ohang-dong.

#### Perte de la région de Kigye

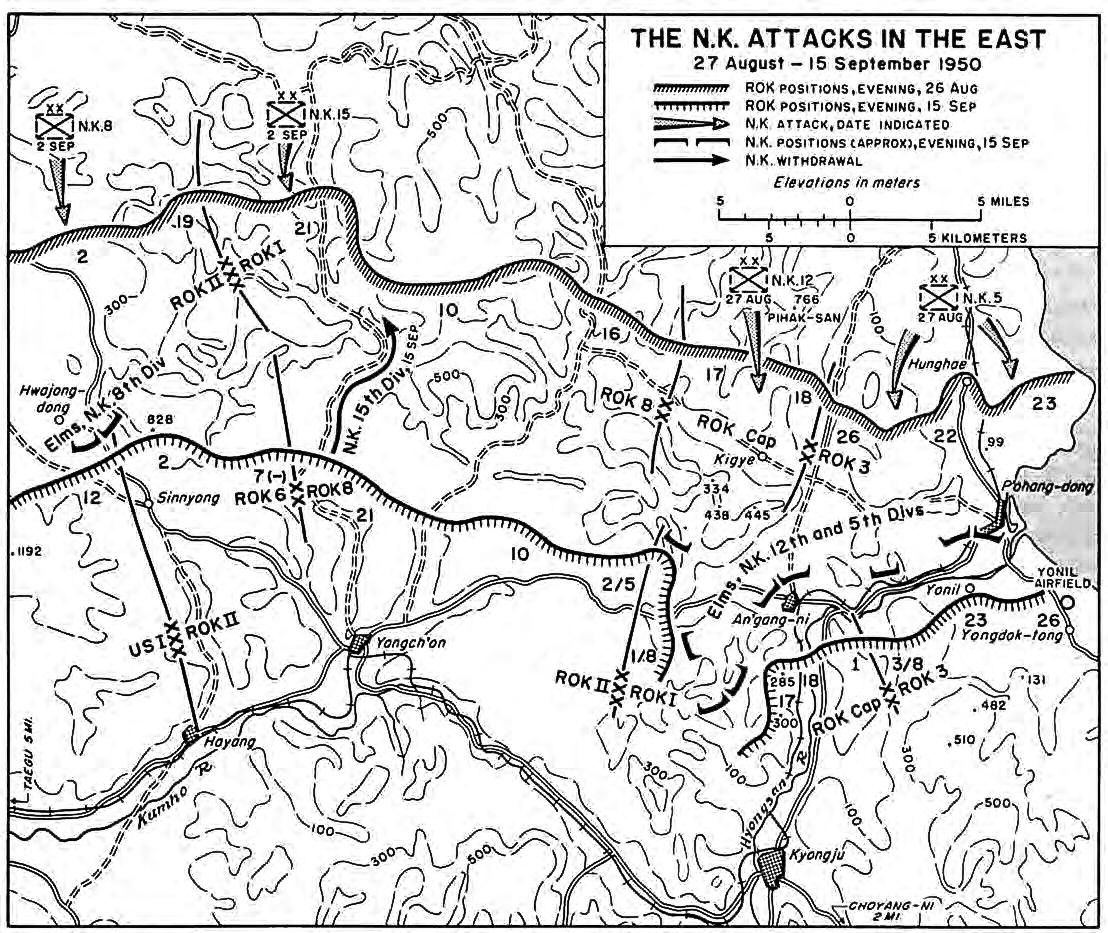
La poussée nord-coréenne sur le corridor de Gyeongju, 27 août - 15 septembre 1950.

Une observation aérienne menée par les Nations unies le 1er septembre permet de découvrir que les Nord-Coréens se déplacent vers le Sud dans les montagnes au-dessus Kigye et P'ohang-dong. Le lendemain, une autre attaque majeure se prépare au nord et au nord-ouest de Kigye. Dans l'après-midi, les conseillers KMAG avec la division Capital estiment que 2 500 soldats nord-coréens ont pénétré dans l'intervalle entre les 17e et 18e régiments sud-coréens.
Dans le même temps, la pression nord-coréenne se construit progressivement au nord de P'ohang-dong, où la 5e division entretient l’offensive sur la colline 99 en face du 23e régiment sud-coréen. Cette colline devient presque aussi célèbre que la colline 181 près de Yongdok en raison des combats continus et sanglants pour son contrôle. Malgré le soutien aérien, naval et de l'artillerie américaine, la 3e division sud-coréenne n'est pas en mesure de capturer la colline et subie de nombreuses pertes. Le 2 septembre, le 21e d'infanterie américain attaque au nord-ouest de P'ohang-dong, afin d’aider les Sud-Coréens à reprendre la colline 99. Accompagnant l’infanterie, un peloton de chars suit la route de la vallée entre P'ohang-dong et Hunghae. Le commandant du régiment affecte l’objectif de prendre la colline 99 à la compagnie K. Mais le 21e d'infanterie fait des progrès très lents et les pertes sont lourdes. À 15h25 cet après-midi, la compagnie K ne compte plus que 35 hommes, les autres ont été tués, blessés ou disparus. La compagnie est incapable de prendre la colline 99 aux Nord-Coréens, qui depuis leurs positions bien retranchées jettent un grand nombre de grenades à main pour repousser les Américains. Deux chars du 6e bataillon de chars sont perdus dans l’attaque, l'un dans un champ de mines et l’autre en raison d'une sortie de piste. Au crépuscule, les Nord-Coréens ont pénétré la ligne de front entre la division capitale et la 3e division à 4,8 km à l'est de Kigye.
Le lendemain matin, le 2 septembre à 01h30, la 12e division nord-coréenne, dans le cadre de l’attaque générale menée par le 2e corps, frappe la division Capitale sur les hautes collines au sud de la vallée de Kigye. Cette attaque repousse le 18e régiment sur la gauche dans la zone des collines 334 et 438, et le 17e régiment sur la droite dans la zone de la colline 445. À l'aube du 3 septembre, la percée nord-coréenne atteint la route vitale est-ouest du corridor à 4,8 km à l'est d'An'gang-ni. Au cours de la nuit, la 12e division avance encore de 8 km alors que la division Capitale s’effondre.
Cela force Coulter à retirer le 21e régiment d'infanterie de la ligne nord-ouest de P'ohang-dong pour le redéployer dans les environs de Gyeongju. Le 2e bataillon, qui a rejoint le régiment le 31 août, est en réserve de la Task Force à An'gang-ni. Coulter donne alors l’ordre au bataillon de prend une position de défense en forme de fer à cheval autour de la ville, avec quelques éléments dans les hauteurs à 3,2 km à l'est où ils peuvent protéger Gyeongju et l'autoroute qui relie P'ohang-dong à Kyongju. Le reste du régiment sécurise un large périmètre au nord de Gyeongju. Dans le même temps, Walker envoie la 7e division sud-coréenne nouvellement activée vers la percée nord-coréenne. Son 5e régiment sécurise Yongch'on dans l’après-midi, et le 3e régiment, moins son 1er bataillon, prend position à Gyeongju dans la soirée. Walker autorise également Coulter à utiliser le 3e bataillon, 9e d'infanterie; la compagnie de chars du 9e régiment d'infanterie; et le 15e bataillon d'artillerie. Ces unités, qui sont alors chargées de défendre à l'aérodrome de Yonil (en), avaient été préalablement engagées ailleurs sur le périmètre.

#### Chute d'An'gang-ni
Le 3 septembre, les conseillers KMAG à P'ohang-dong préviennent Coulter que le commandant de la 3e division sud-coréenne se prépare à se retirer de P'ohang-dong. Coulter ordonne immédiatement au commandant du 1er corps de ne pas autoriser le repli de la 3e division, et s’assure toutes les demi-heures que la division tient effectivement ses positions à P'ohang-dong. Dans la nuit du 3 au 4 septembre, le reste du 1er corps sur le front s’effondre. Trois chars nord-coréens T-34 envahissent une batterie d'artillerie sud-coréenne, puis dispersent deux bataillons du 5e régiment nouvellement arrivé. Après une préparation de mortier, les Nord-Coréens entrent dans An'gang-ni à 02h20. Une heure plus tard, le poste de commandement de la division capitale se retire de la ville alors que les combats deviennent de plus en plus confus. À 04h00, les chars américains doivent arrêter de faire feu, car les dernières positions de la division capitale sont envahies par les forces nord-coréennes. Au point du jour, les troupes sud-coréennes ont disparu. La compagnie G du 21e d'infanterie américain, découvre qu'elle est la dernière à tenir ses positions dans An'gang-ni, quasiment encerclé par les Nord-Coréens. À 18:10, la compagnie G se retire de la ville et se fraye un chemin le long de la route vers l'Est près des positions du 2e bataillon, 21e d'infanterie au pont sur le Hyongsan-gang (en). Les Nord-Coréens tiennent alors complètement la ville et manœuvre vers le Sud le long de la voie ferrée.
Après avoir reçu l’ordre de se retirer et de rejoindre le régiment à Gyeongju, le 2e bataillon, du 21e d'infanterie, doit se battre contre un barrage routier nord-coréen sur la rive Est du Hyongsan gang à 4,8 km au sud-est d’An'gang–ni. À l’arrivée, il découvre que la compagnie G est manquante et le bataillon doit faire demi-tour afin de récupérer la compagnie. Le 2e bataillon doit combattre sur la route vers le Nord et finit par retrouver la compagnie G au pont. Réuni, le bataillon combat à nouveau sur le chemin de retour, avec les chars en tête de colonne pour ouvrir la route et dégager les collines adjacentes. Les tirs nord-coréens touchent trois chars M46 Patton que l'artillerie américaine doit détruire pour empêcher leur récupération par la Corée du Nord. Le 2e bataillon arrive finalement au complet à Gyeongju peu avant 12h00.

#### Gyeongju menacée
À 12h00, le 4 septembre, les unités nord-coréennes finissent d’établir des barrages routiers le long de la route Gyeongju - An'gang-ni à moins de 4,8 km de Gyeongju. Un intervalle de 3,2 km existe entre la division Capitale et la 3e division dans la région de P'ohang-dong. Mais la grande rupture dans la ligne des Nations unies se situe dans les hautes montagnes à l'ouest de la vallée du Hyongsan-gang (en) et au sud-ouest d’An'gang-ni. Dans cette zone au nord-ouest de Gyeongju, il y a un écart de 13 km entre la division Capitale et la 8e division sud-coréenne à l'Ouest. Depuis cette direction, les Nord-Coréens représentent une menace pour le chemin de fer et la route passant au sud par le corridor de Gyeongju vers Busan. Face à ce grand écart sur son flanc gauche, Coulter repositionne le 21e régiment d'infanterie américain dans la large vallée et sur les collines au nord-ouest qui bordent Gyeongju afin de bloquer toute approche depuis cette direction.
La situation à Gyeongju se tend au cours de la soirée du 4 septembre. Kim Hong Il, le commandant du corps sud-coréen, propose d'évacuer la ville. Il affirme que les Nord-Coréens sont sur les collines au nord à seulement 4,8 km de distance, et qu'ils vont attaquer et envahir la ville dans la nuit. Coulter lui répond qu'il ne veut pas déplacer son poste de commandement et fait placer quatre chars autour du bâtiment où se trouvent les postes de commandement. Sur les routes, il place des officiers du KMAG pour regrouper les retardataires sud-coréens et les amener sur les positions à la lisière de la ville. Un major du KMAG arrête les troupes sud-coréennes fuyant vers le sud, et doit parfois utiliser un pistolet pour y parvenir.
L'attaque nord-coréenne attendue sur Gyeongju n’arrive cependant jamais. Les Nord-Coréens ont manœuvré vers l'Est et traversé l'autoroute au nord de la ville, en direction de l'aérodrome de Yonil. Le lendemain, l'US Air Force attaque les positions nord-coréennes à 6,4 km au nord de Gyeongju, le long de la route et de nombreuses cibles dans le triangle Kigye - Gyeongju - P'ohang-dong alors que ces derniers avancent à découvert.

#### Chute de P'ohang-dong
À 02:00 le 5 septembre, le lieutenant-colonel Rollins S. Emmerich, l'un des conseillers KMAG du 1er corps, se hâte à l’aérodrome de Yonil (en) où il confère avec le lieutenant-colonel D.M. McMains, commandant du 3e bataillon du 9e régiment d'infanterie qui y stationne, et l'informe de la situation à P'ohang-dong. Emmerich obtient de lui un peloton de chars et retourne avec ce dernier à P'ohang-dong. Il place les chars en position pour attendre l'attaque blindée nord-coréenne. À 5h30, il reçoit l’information que des éléments de 22e régiment sud-coréen ont reculé devant l'attaque nord-coréenne. Les troupes nord-coréennes profitent alors de cette situation et juste avant 11h00, les chars américains situés dans P'ohang-dong se retrouvent sous les tirs de mitrailleuses lourdes nord-coréennes. Cinq canons automoteurs SU-76 approchent et commencent à tirer. À une distance d'un bloc, les chars américains éliminent le canon de tête, tuant ses trois membres d'équipage. Après un échange de tir, les quatre autres canons se retirent. Emmerich dirige ensuite les frappes aériennes et les tirs d'artillerie qui détruisent les quatre canons restants. Mais dans l’après-midi à 14h35 l'ordre est donné d'évacuer tout le matériel et les fournitures de la piste d'atterrissage de Yonil.
Dans la nuit du 5 au 6 septembre, les événements atteignent leur paroxysme à l'intérieur P'ohang-dong. À minuit, après 10 tours de mortier ou des tirs d'artillerie nord-coréenne qui explosent à proximité, le poste de commandement de la 3e division sud-coréenne est déplacé vers un autre emplacement. Mais les tirs continuent de viser le nouvel emplacement. À ce moment, le commandant de la division sud-coréenne, le général de brigade Lee Jun Shik et plusieurs membres de son état-major affirment être tombés malades. La division se retire alors de P'ohang-dong et le 6 septembre, la ville tombe aux mains nord-coréennes. L’armée sud-coréenne prend la décision de relever les commandants coréens du 1er corps et de la 3e division. Ils sont remplacés par le brigadier général Kim Paik Il qui prend le commandement du 1er corps, le colonel Lee Jong Chan qui est nommé à la tête de la 3e division et enfin le colonel Chanson Yo Chan qui prend le commandement de la division Capitale.
En raison du grand écart entre la division Capitale et la 8e division, le 1er corps à Gyeongju ne peut assurer le commandement de la 8e division. L'armée sud-coréen transfère la 8e division sous le contrôle du 2e corps le 7 septembre en lui rattachant le 5e régiment de la 7e division. Ce changement de commandement intervient au moment la 15e division nord-coréenne pénètre les lignes de la 8e division et entre dans Yongch'on à l’intérieur du corridor Daegu - P'ohang-dong. Depuis l'ouest d’An'gang-ni, le 3e régiment sud-coréen manœuvre vers Yongch'on , afin de tenter de combler l'écart.

### Intervention américaine

#### La24edivisionà la rescousse

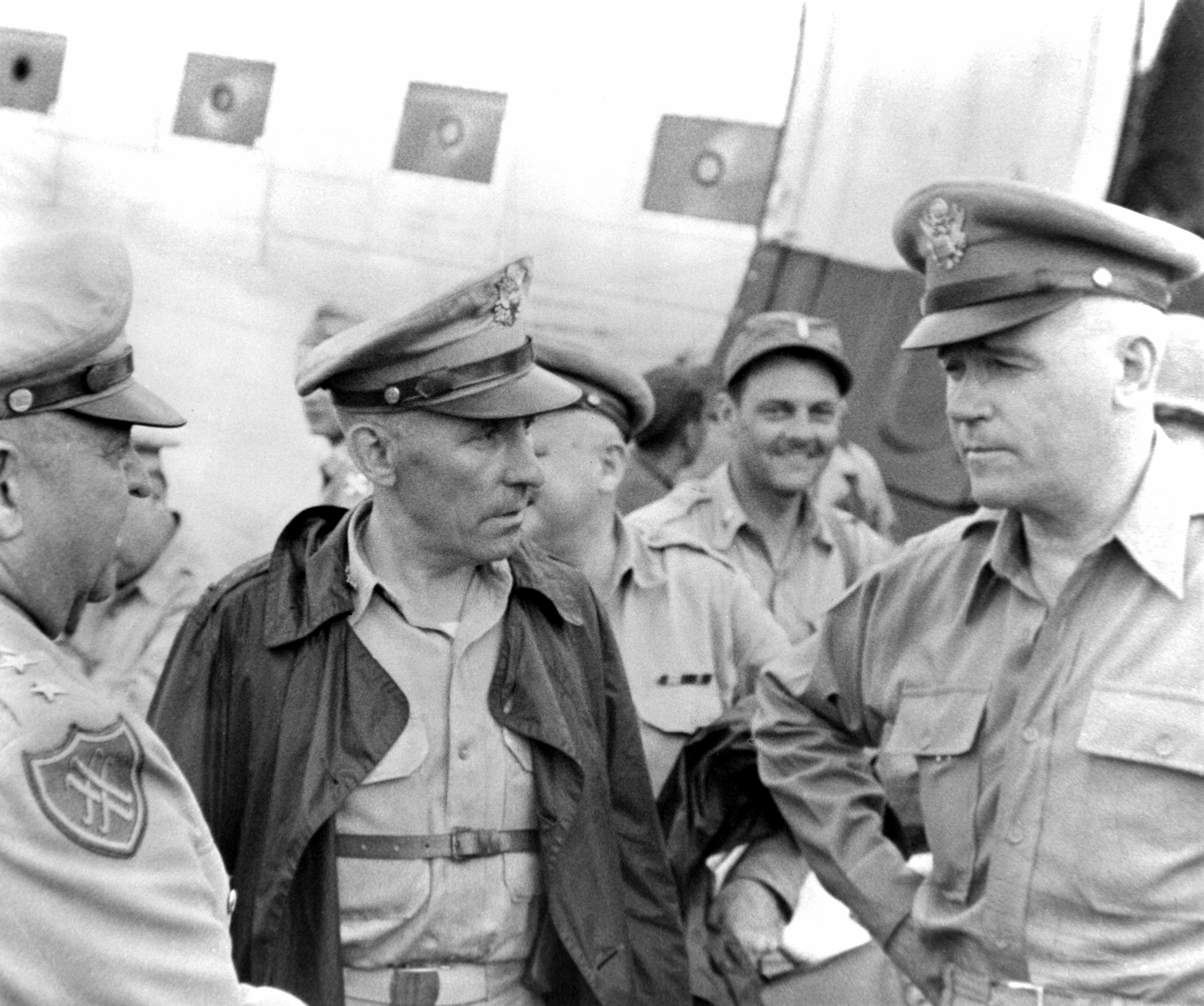
Le commandant de la, John H. Church (au centre) en compagnie du commandant de la 8e armée Walton Walker (à gauche) et de Joseph Lawton Collins (à droite), Chef d'état-major de l'United States Army, en 1950.

Cette poussée des Nord-Coréens à l'Est, force Walker, le 4 septembre à déplacer encore plus de troupes dans cette zone. La veille, il avait ordonné à la 24e division d'Infanterie américaine, placée en réserve près de Daegu, de se déplacer vers le Nakdong inférieure afin de relayer la 1re brigade provisoire des Marines dans la zone de responsabilité de la 2e division d'infanterie. La 24e division bivouaqua cette nuit-là sur les rives du Nakdong près de Susan-nul. Mais dans la matinée du 4, la 24e division d'infanterie reçoit le nouvel ordre de marcher vers Gyeongju. Le commandant en second de la division, le général de brigade Garrison H. Davidson, atteint la cité en jeep dès le soir même. Le commandant de la division, le major-général John H. Church arrive à Gyeongju dans la journée du 5 septembre. Les troupes de la division et le 19e régiment d'infanterie commencent à arriver à 13h00, mais avec des routes boueuses, la plupart n’arrive à Gyeongju que juste avant minuit. Toutes les unités de la division sont sur site à 07h00, le 6 septembre.
Coulter sait que la 15e division nord-coréenne a traversé à Yongch'on le couloir latéral de Daegu et se dirige dans la direction de Gyeongju. Le 6 septembre, il ordonne au 21e régiment d'infanterie américain de lancer une contre-attaque de la vallée et des collines environnantes au nord-ouest de Gyeongju en direction des hautes montagnes et de Yongch'on. Le 7 septembre, le 21e d'infanterie lance son attaque et ne rencontre pratiquement aucune opposition.
Toujours, le 7 septembre, à 12h30, la 8e armée renomme la Task Force Jackson en Task force Church, et à 13h00 Coulter quitte Gyeongju pour Daegu afin de reprendre ses fonctions de planification. Church est maintenant aux commandes du front de l'Est. Dans l’après-midi, Church annule l'ordre de Coulter de contre-attaque du 21e d'infanterie dans les montagnes. Il estime que c’est une dispersion inutile des troupes et il veut concentrer ses forces près de Gyeongju. Church effectue encore un autre changement dans la disposition de la Task Force. Le 8, il déménage son poste de commandement de Gyeongju à proximité de Choyang-ni, à 6,4 km au sud. Il pense que le poste de commandement sera plus facile à défendre à l'air libre que dans une ville.

#### Impasse
Les combats continuent entre la division Capitale et les Nord-Coréens sur les collines qui bordent la vallée qui court d’An'gang-ni à Gyeongju. Le 3e bataillon du 19e d'infanterie américain, se retrouve impliqué dans les combats, juste après minuit entre le 8 et le 9 septembre. Une force nord-coréenne attaque la compagnie K sur la colline 300 qui doit se redéployer sur une position défensive entre An'gang-ni et Gyeongju. Les Nord-Coréens tiennent la colline contre les contre-attaques durant toute la journée du 9 septembre. Plus au nord, sur la rive ouest de la vallée, le 17e régiment sud-coréen attaque et, avec le soutien du 13e bataillon d'artillerie américain, prend le contrôle de la colline 285 et la défend contre plusieurs contre-attaques nord-coréennes. À l'opposé, sur la rive est de la vallée, le 18e régiment sud-coréen n'obtient que des résultats mitigés. Ces combats se déroulent sous les pluies torrentielles d’un typhon et les nuages bas ne permettent pas un soutien aérien efficace. Les pluies cessent finalement le 10 septembre.
Dans cette deuxième semaine de septembre, des éléments de la 5e division nord-coréenne se sont infiltrés sur les collines à l'Ouest, au sud-ouest, et au sud de P'ohang–dong. Une force nord-coréenne, estimée à 1600 hommes, atteint les collines 482 et 510, à 7,2 km au sud-ouest de l'aérodrome de Yonil (en). Face à cette force, les Sud-Coréens disposent de deux régiments de la 3e division, qui tiennent une position défensive sur les collines qui bordent la rive ouest de la vallée au sud de l'aérodrome. La pression des troupes nord-coréenne menace de percer entre ces deux régiments.
Dans la soirée du 9 septembre, John H. Church forme la Task Force Davidson pour éliminer cette menace contre Yonil. L'aérodrome n'est plus utilisé depuis le milieu du mois d'août sauf pour des atterrissages d'urgence et le ravitaillement des avions, mais l'évacuation de l'équipement de l'US Air Force, des bombes, et de produits pétroliers est toujours en cours. Le brigadier général Garrison H. Davidson commande la Task Force. Elle est composée du 19e régiment d'infanterie, moins le 3e bataillon, du 3e bataillon du 9e régiment d'infanterie, du 13e bataillon d'artillerie, de la batterie C du 15e bataillon d'artillerie, de la compagnie A du 3e bataillon du génie, de la compagnie de char du 9e régiment d'infanterie, de deux batteries antiaériennes et d'autres unités diverses.
Alors que les Nord-Coréens ont coupé toutes les autres voies d’approche à la région de Gyeongju, la Task Force passe la journée du 10 septembre à effectuer approche détournée par le Sud vers son objectif. Elle arrive à 19h00 dans sa zone de rassemblement à Yongdok-tong, à 1,6 km au sud de l'aérodrome de Yonil. Tôt le lendemain matin, Davidson s’envole depuis Gyeongju vers Yongdok-tong. Lors de son vol, Davidson cherche, mais ne trouve pas les soldats nord-coréens. Le lieutenant-colonel Rollins S. Emmerich du KMAG est là pour l’accueillir à l’atterrissage de son avion léger sur une route. Emmerich prévient Davidson que les Nord-Coréens ont chassé les troupes sud-coréennes de la Colline 131. Cette colline est sur le côté sud de la frontière entre les deux régiments sud-coréens chargés de la défense de Yonil. Davidson et Emmerich conviennent que les troupes sud-coréennes auront à reprendre la colline 131 au cours de la nuit, tandis que la Task Force devra attaquer les principales positions nord-coréennes sur la colline 482. Ils pensent que si la Task Force peut aider à établir les troupes sud-coréennes sur la colline 482, ils devraient être en mesure de tenir et contrôler la situation par la suite. Emmerich et Davidson rencontrent le commandant de la 3e division sud-coréenne. Davidson l'informe de son plan d'attaque et lui dit qu'il est aux commandes dans la zone. Le soir, les troupes sud-coréennes réussissent à reprendre la colline 131 et à restaurer leurs lignes dans la zone. Lors de cette attaque le 3e bataillon du génie sud-coréen combat comme une unité d’infanterie sous la direction et l'orientation du capitaine Walter J. Hutchins, le conseiller KMAG du bataillon qui a fortement contribué à la victoire.

#### Les Nord-Coréens repoussés
Le lendemain matin, le 11 septembre, le 19e régiment d'infanterie passe sur la gauche du régiment sud-coréen au sud de la colline 131 et, avec le 1er bataillon, prend la tête de l'attaque à l'Ouest. À 09h30, il capture sans opposition la première colline à 3,2 km à l'ouest de son point de départ. Le 2e bataillon passe ensuite à travers le 1er bataillon et continue l'attaque vers la colline 482 (Unje-san), à 1,6 km vers l'Ouest dans une gorge encaissée. Là, les Nord-Coréens tiennent des positions retranchées, et leur feu de mitrailleuse fixe le 2e bataillon pour le reste de la journée. Le matin du 12 septembre, quatre pilotes australiens du No. 77 Squadron RAAF (en) frappent les positions nord-coréennes au napalm, avant une préparation d'artillerie. Le 2e bataillon lance alors son attaque et sécurise la colline 482 vers 12h00. Dans l’après-midi, les forces sud-coréennes relaient la Task Force Davidson sur les collines, et cette dernière redescend pour la nuit dans la vallée au sud-ouest de Yongdok-tong. Le 13 septembre, la Task Force Davidson retourne à Gyeongju.
Alors que l’action est en cours près de l’aérodrome de Yonil, la bataille pour la colline 300 débuté une semaine auparavant au nord de Gyeongju touche à sa fin. Un régiment de la 3e division sud-coréenne capture la colline le 11 septembre. Au milieu de l'après-midi, le 3e bataillon du 19e régiment d'infanterie américain, remplace les troupes sud-coréennes sur la colline. Éparpillés sur la colline 300, on retrouve 257 morts nord-coréens et de grandes quantités d’équipements et d’armes abandonnées, certaines d'entre elles américaines. Lors des combats pour la colline 300, le 3e bataillon du 19e d'infanterie compte 37 hommes tués.
Le 12 septembre, l'offensive nord-coréenne dans l'Est est terminée. À cette date, la 12e division nord-coréenne est pratiquement détruite et la 5e division nord-coréenne essaie de rassembler les survivants près P'ohang-dong. Les observations aériennes rapportent le mouvement de nombreux groupes nord-coréens vers le Nord et l'Est.
La 3e division sud-coréenne poursuit le retrait de la 5e division nord-coréenne, et la division Capitale celle de la 12e division. Le 15 septembre certains éléments de la division Capitale atteignent le bord sud d’An'gang-ni. Les rapports indiquent que les troupes nord-coréennes se retirent vers Kigye. La menace diminuant à l’Est, la 8e armée dissout la Task Force Church, à 12h00 le 15 septembre et l'Armée de la République de Corée reprend le contrôle du 1er corps. La 8e armée ordonne également à la 24e division d'infanterie de rejoindre Gyeongsan, au sud-est de Daegu, afin de regrouper ses forces. Le 21e régiment d'infanterie a déjà rejoint cette position le 14. Le 9e régiment d'infanterie américain rejoint temporairement la réserve de la 8e armée située à Gyeongju.

## Conséquences
Les forces nord et sud-coréennes ont beaucoup souffert dans la bataille, chaque camp infligeant un grand nombre de victimes à l’autre. Le nombre exact de victimes est impossibles à déterminer mais il est élevé pour les deux parties. À la suite de la contre-attaque à Inchon, les unités nord-coréennes du secteur ont fui vers le Nord, mais ce n’est pas plus de quelques milliers de soldats des 5e et 12e divisions qui ont pu retourner en Corée du Nord. Les pertes américaines, dans l'intervalle, sont relativement légères.
Sur le front Est, durant les deux semaines de la Grande offensive du Nakdong, les troupes sud-coréennes, démoralisées, ont assumé la plupart des combats au sol. Les chars, l'artillerie et les unités terrestres américaines ont cependant apporté un soutien décisif. La suprématie aérienne incontestée de l'ONU et l’artillerie navale a également soutenu les troupes sud-coréennes, et sont probablement des facteurs essentiels de la victoire. Après la phase initiale de leur offensive de septembre, les Nord-Coréens sont victimes de difficultés insurmontables pour l'approvisionnement de leurs unités avancées. Le système nord-coréen ne peut pas résoudre les problèmes de logistique et de communication nécessaires pour soutenir et exploiter une grande offensive dans ce secteur du front. Cependant, la percée est suffisamment grave pour que la 8e armée envisage pendant quelques jours de se retirer, avant de finalement décider de tenir la position.